# District de Rombo
Cet article possède des paronymes, voir Rombaut et Rombaux.
 (mars 2018).
Si vous disposez d'ouvrages ou d'articles de référence ou si vous connaissez des sites web de qualité traitant du thème abordé ici, merci de compléter l'article en donnant les références utiles à sa vérifiabilité et en les liant à la section « Notes et références ».
Rombo est l'un des six districts de la région du Kilimandjaro dans le nord-est de la Tanzanie. 
Il est bordé au nord par Longido et à l'est par le Kenya, à l'ouest par le district de Hai et Siha, et au sud par le district de Moshi Rural. Le district a été créé en 1972. Sa superficie est de 1 442 kilomètres carrés.
La plus grande partie du Kilimandjaro est située sur ce district, dont le sommet.

## Population
Selon le recensement national de 2012, il y avait 260 963 habitants. Elle est estimée à 279 892 en 2016 et 284 834 en 2017 selon le bureau de statistique de Tanzanie. C'est un équivalent de 4.4 personne par foyer.

## Culture et traditions
Les habitants de Rombo sont les peuples Chagga que l’on trouve dans la région du Kilimanjaro. A Rombo, les gens parle le Swahili, l'anglais et le Kichagga. Il existe plusieurs dialectes à Rombo que l’on peut catégoriser comme « kirombo, kimkuu, kikeni, kimashati, kisseri, , etc. »

### Activités économiques

#### Agriculture
Dans cette partie du Kilimandjaro, il existe une production importante de café et de banane verte. La banane plantain, très connue en Afrique Centrale est très peu produite à Rombo. Il existe d’autre variétés comme la « matoke », « mchare », « kimalindi » qui sont produits en grande quantité pour une consommation locale et pour vendre dans les marchés de Dar es Salaam et Mombassa au Kenya. 
La culture du café marque l’économie locale malgré la baisse de production à la suite de la chute du prix dans le marché mondial. A Rombo, est cultivé le café arabica. La coopérative du Kilimandjaro, fondée en 1932, sous le nom Kilimanjaro Native Co-operative Union (KNCU), supervise et organise la production et la vente du café. 
A Rombo, selon l’altitude et les conditions climatiques, il y a aussi des cultures de maïs, de haricots, de Pois d'Angole, d' Eleusine coracana), de manioc, de pommes de terre,de  patates douces, d'arachides et de tournesol. L’éleusine est très prisée pour la fabrication de la bière à banane mais également pour préparer une bouillie très nourrissante, « uji wa ulezi » en Swahili. Avec le changement climatique, il y a introduction du sorgho dans le district de Rombo.
L’élevage occupe une place importante dans le district. 

#### Tourisme
Deux sites à Rombo attirent des touristes locaux et internationaux. Le Lac Challa à la frontière avec le Kenya, le parc national du Kilimandjaro (Kinapa) sont incontournables pour le tourisme. Le lac Challa est un cratère de plus de 3 km de diamètre et une profondeur de 90 m. Le lac Challa est formé d’une activité volcanique au Kilimandjaro. La présence du Kilimandjaro joue un rôle important dans le tourisme. Des touristes peuvent passer du temps au lac Challa et faire l'ascension du Kilimandjaro. La voie de Rongai, peu fréquentée et plus conservée, se distingue d’autres itinéraires.

### Santé
Il y a deux hôpitaux dans le district de Rombo, l’hôpital de Huruma et Ngoyoni. Les deux établissement sont privés. L'hôpital de Huruma sert le district comme hôpital principal public. Néanmoins, c’est un établissement privé propriété de diocèse catholique de Moshi. Huruma a été créé 1968 comme un hôpital privé avant de devenir l’hôpital du district en 1972. L'hôpital a une capacité de 300 lits.
En lien avec l'hôpital, il y une école d'infirmière, le Huruma Health Training Institut qui forme une centaine d'étudiants pour le métier de la santé.

## Subdivisions
La région du Kilimandjaro est découpée en 20 subdivisions (ward en anglais) :
- Katangara Mrere
- Kelamfua Mokala
- Keni Aleni
- Keni Mengeni
- Kirongo Samanga
- Kirwa Keni
- Kitirima Kingachi
- Mahida Holili
- Makiidi
- Mamsera
- Mengwe Manda
- Motamburu Kitendeni
- Mrao Keryo
- Nanjara Reha
- Olele
- Shimbi
- Tarakea Motamburu
- Ubetu Kahe
- Ushiri Ikuini